# باسكال بوريل
باسكال بوريل (بالألمانية: Pascal Borel)‏ هو لاعب كرة قدم ألماني، ولد في 26 سبتمبر 1978 في كارلسروه في ألمانيا. شارك مع منتخب ألمانيا تحت 21 سنة لكرة القدم. أما مع النوادي، فقد لعب مع آر بي لايبزيغ وروت فايس آهلن وفالدهوف مانهايم وفيردر بريمن ونادي بودابست هونفيد.

## وصلات خارجية
- باسكال بوريل على موقع قاعدة بيانات كرة القدم.إي يو (الإنجليزية)
- باسكال بوريل على موقع بيانات كرة القدم. دي إي (الألمانية)
- باسكال بوريل على موقع عالم كرة القدم.نت (الإنجليزية)